# Luigi Zandomeneghi
Luigi Zandomeneghi, född omkring 1778 i Colognola ai Colli, död 1850 i Venedig, var en italiensk skulptör.

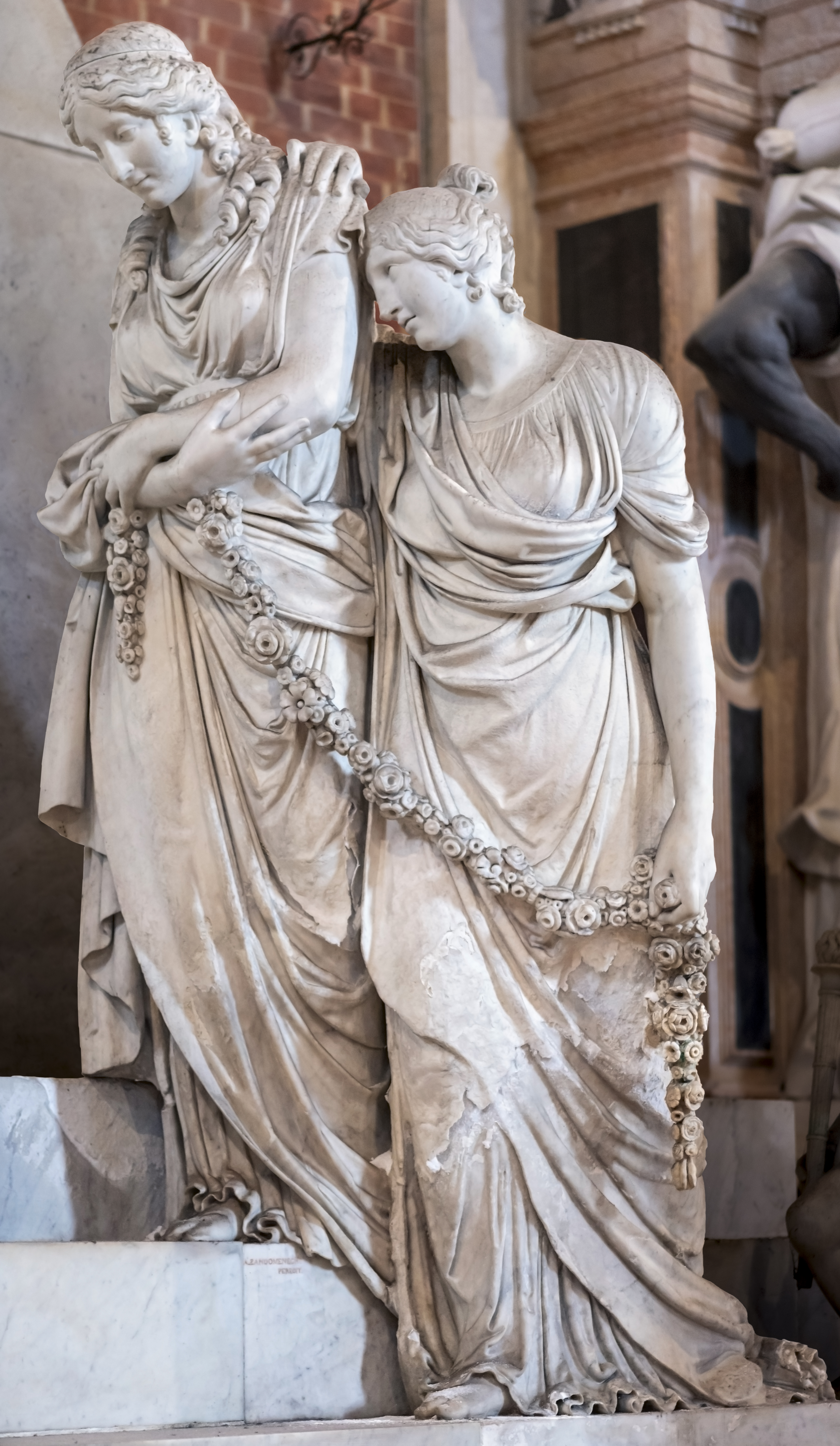
La Pittura e l'Architettura
Santa Maria dei Frari

Luigi Zandomeneghi studerade i Rom under Canova. Bland hans verk märks Den sörjande Penelope, minnesvård över Goldoni, några figurer på Canovas gravmonument (i Santa Maria dei Frari) samt gravvården över Tizian, i samma kyrka, utförd 1838-52 av honom och hans son Pietro. 